# Stripped (Depeche Mode)
Stripped è un singolo del gruppo musicale britannico Depeche Mode, pubblicato il 10 febbraio 1986 come primo estratto dal quinto album in studio Black Celebration.

## Descrizione
Musicalmente, il brano, come di tradizione nella band, è arrangiato con la musica elettronica, la quale aiuta a conferire un'atmosfera molto suggestiva. Il pezzo è ricco di sintetizzatori analogici e suoni di marchio industriale che contribuiscono nel dare al pezzo un senso di cappa claustrofobica.

## Promozione
Stripped venne messo in commercio in tutto il mondo sotto la Mute Records ad eccezione del mercato nordamericano, dove la Sire Records decise di non pubblicarlo in alcun modo. Nell'ottobre 1986 quest'ultima distribuì la b-side But Not Tonight come singolo, ponendo Stripped nel lato B.
L'edizione maxi presenta come traccia d'apertura una versione remix intitolata Highland Mix e realizzata da Flood, scelta abbastanza insolita per quella fase del gruppo di affidarsi a musicisti esterni per realizzare un mix alternativo. Ciò ha segnato la prima di una proficua collaborazione tra i Depeche Mode e il produttore, che ha culminato negli anni successivi alla realizzazione di Violator (1990) e Songs of Faith and Devotion (1993). Tra le altre tracce contenute nell'edizione 12" vi è anche Breathing in Fumes, un'ulteriore remix di Stripped curato da Alan Wilder e Daniel Miller e caratterizzato da sonorità industrial e da una struttura e parti musicali differenti..
Stripped è stato suonato più volte nel corso del 1986 su varie emittenti televisive europee, statunitensi e giapponesi. È stato presentato anche al Festival di Sanremo 1986, sebbene l'esecuzione fosse stata in playback (come consuetudine allora); il gruppo impiegò una Moto Guzzi V35 Custom sul palco per alludere al suono del motore campionato e poi rallentato all'inizio del brano. Si sente anche, come primo elemento sonoro, il campionamento di un motorino di avviamento, proveniente dalla Porsche 911 di Dave Gahan.

## Video musicale
Il video è l'ultimo di una trilogia di video musicali del gruppo diretti da Peter Care (gli altri furono Shake the Disease ed It's Called a Heart, entrambi singoli estratti dalla raccolta The Singles 81-85) ed è stato girato in una discarica per automobili al di fuori degli Hansa Studios di Berlino. In un'ambientazione notturna sono proiettate immagini con primi piani dei membri della band mentre questi colpiscono le autovetture con colpi di mazza. L'inizio e la fine del pezzo sono accompagnati da un rumore scoppiettante di un motore a due tempi simile a quello montato su alcune auto prodotte nella ex Germania Orientale che si intravedono nel video. L'auto fissa alle spalle di Gahan con i fari accesi è una Citroën GS.
Alcuni spezzoni del video compaiono in Martyr.

## Tracce
Testi e musiche di Martin L. Gore, eccetto dove indicato.
7"
1. Stripped – 3:47
2. But Not Tonight – 4:15

CD, 12", MC – Highland Mix
1. Stripped (Highland Mix) – 6:41
2. But Not Tonight (Extended Remix) – 5:10
3. Breathing in Fumes – 6:05
4. Fly on the Windscreen (Quiet Mix) – 4:23
5. Black Day – 2:36 (Martin L. Gore, Alan Wilder, Daniel Miller)

## Formazione
Hanno partecipato alle registrazioni, secondo le note di copertina di Black Celebration:
Gruppo
- Alan Wilder – strumentazione, voce
- Andrew Fletcher – strumentazione, voce
- David Gahan – strumentazione, voce principale
- Martin Gore – strumentazione, voce

Produzione
- Depeche Mode – produzione
- Gareth Jones – produzione
- Daniel Miller – produzione
- Richard Sullivan – ingegneria del suono
- Tim Young – mastering
- M. Atkins – illustrazione
- D. A. Jones – illustrazione
- M. Higenbottam – illustrazione
- Brian Griffin – fotografia copertina
- Stuart Graham – assistenza alla fotografia

## Classifiche
| Classifica (1986) | Posizione massima |
| ----------------- | ----------------- |
| Finlandia         | 10                |
| Francia           | 39                |
| Germania          | 4                 |
| Irlanda           | 6                 |
| Italia            | 21                |
| Nuova Zelanda     | 41                |
| Regno Unito       | 15                |
| Svezia            | 9                 |
| Svizzera          | 8                 |

## Cover
Molti gruppi hanno inciso una cover della canzone, tra cui i Rammstein. La loro versione fu usata come traccia di chiusura della compilation tributo For the Masses del 1998 e pubblicata anche come singolo.